# Tisis
Tisis ist ein Ortsteil der Stadt Feldkirch in Vorarlberg und liegt an der Grenze zum Fürstentum Liechtenstein.

## Geschichte
Der Ort entwickelte sich aus einer bäuerlichen Siedlung zu Beginn des 13. Jahrhunderts. Der älteste noch bestehende Ortsteil, der heute allerdings nicht mehr zu Tisis gezählt wird, ist Heiligenkreuz, wo sich zwischen 1635 und 1640 auch einige jüdische Familien niedergelassen hatten. Der Ortsteil wurde 1896 für 1400 Gulden an Feldkirch verkauft. 1925 kam es zum Zusammenschluss der Landgemeinde Altenstadt, Tosters und Tisis mit Feldkirch.
Große Teile von Tisis gehörten den Jesuiten, die die stark katholische, bäuerliche Gemeinde lange Zeit prägten. Für die Entwicklung des Dorfes bzw. des Ortsteils spielte in der ersten Hälfte des 20. Jahrhunderts das katholische Lehrerseminar (die spätere Pädagogische Akademie) und in der zweiten Hälfte des 20. Jahrhunderts das Landeskrankenhaus Feldkirch eine wichtige Rolle.

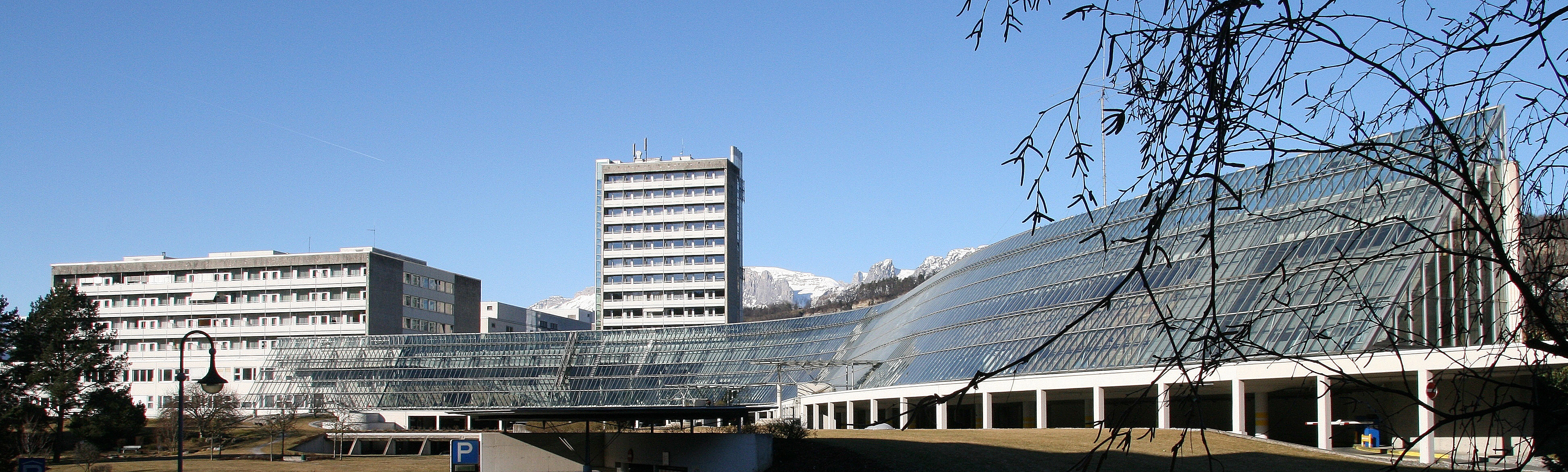
Landeskrankenhaus Feldkirch

Am 1. Oktober 1943 war Feldkirch Ziel eines alliierten Luftangriffes. Ein Bomberverband der USAAF, der ein Messerschmitt-Werk bei Augsburg angreifen sollte, jedoch auf Grund von schlechtem Wetter sein Ziel nicht gefunden hatte, nutzte stattdessen Feldkirch als Ersatzziel. 
Besonders Tisis hatte dabei mehr als 100 Todesopfer zu beklagen, weil ein Lazarett durch eine Bombe getroffen wurde.

## Sehenswürdigkeiten und Infrastruktur
Tisis verfügt über zwei Kirchen (die eine dem Bannerträger Michael geweiht, die andere der Heiligen Familie) und die Antoniuskapelle, sowie eine Volksschule, eine Schulbücherei, zwei Kindergärten, drei Banken, ein Krankenhaus, ein Gymnasium, eine Hauptschule, zwei Lebensmittelläden, Tankstellen, Autohändlern, einem Fußballclub (SC Tisis, 1. Landesklasse) und die Freiwillige Feuerwehr Tisis, die für den Brandschutz und die allgemeine Hilfe sorgt. 
Am Ortsrand von Tisis befand sich bis zum Abriss der Räumlichkeiten der ehemaligen Handelsakademie auch die älteste muslimische Gebetsstätte der Stadt Feldkirch, die von der türkisch-islamischen Organisation Millî Görüş betrieben wurde.
Der Ort hat einen Haltepunkt an der Bahnstrecke Feldkirch–Buchs.

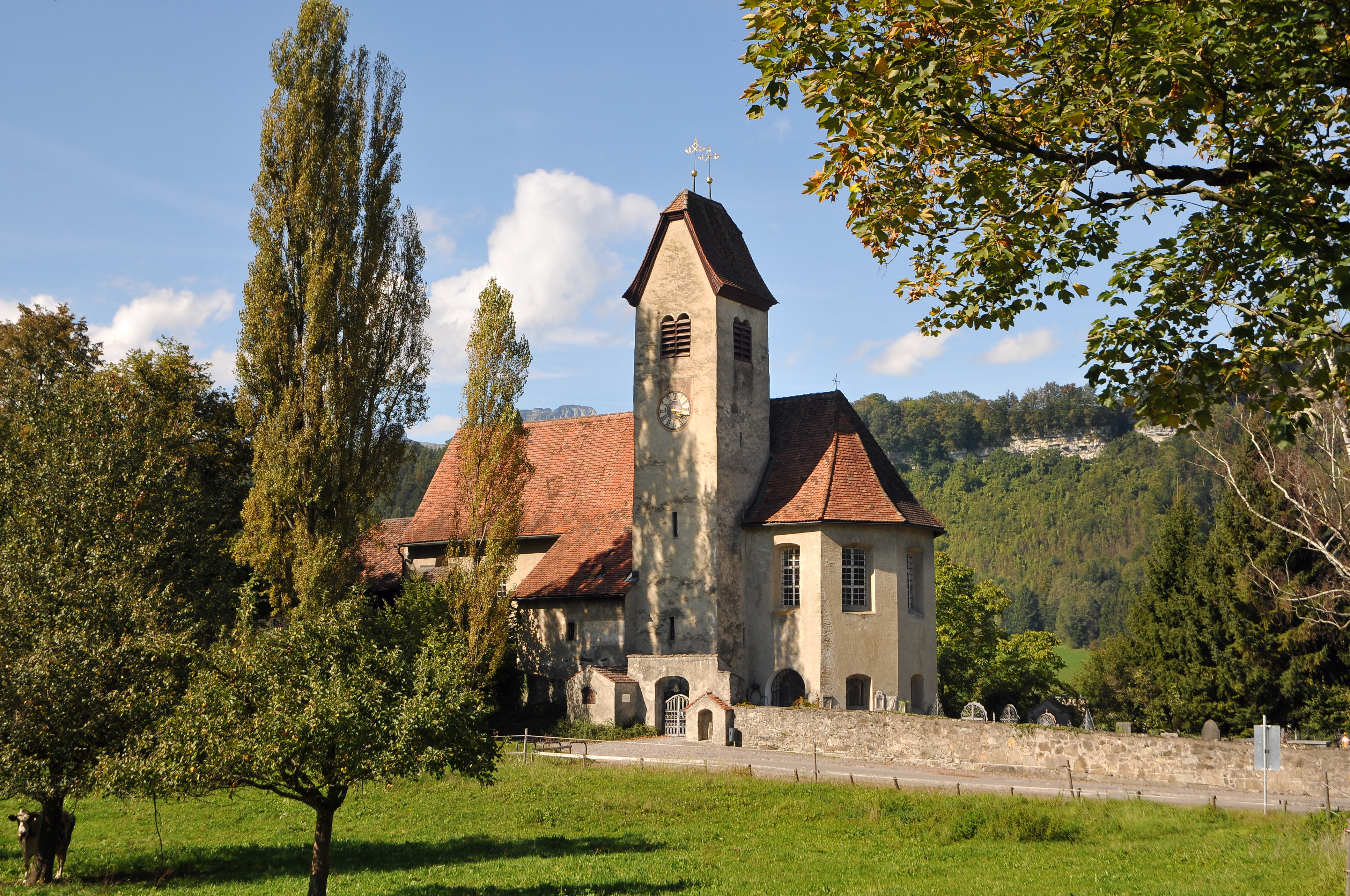
Alte Pfarrkirche hl. Michael

Die alte Tisner Kirche St. Michael gehört zu den ältesten Sakralbauten in der Region und diente ursprünglich auch für angrenzende Gemeinden als Pfarrkirche. Die Kirche St. Michael verfügt als eine der wenigen Kirchen Vorarlbergs noch über ein kleines Beinhaus, das in die Friedhofsmauer eingebaut ist. Im Eingangsbereich der romanischen Kirche finden sich mehrere jahrhundertealte Grabsteine. Bereits 1218 (Graf Hugo I. von Montfort) wird ein Zehent an die Kirche erwähnt. Die auf einem Felsen über der landwirtschaftlich genutzten ehemaligen Moorlandschaft „Tisner Ried“ gelegene Kirche soll an der Stelle eines vorchristlichen Heiligtums errichtet worden sein.
Die katholische Pfarrgemeinde bildet mittlerweile mit den Pfarren Tosters und Nofels einen Pfarrverband. Neben der katholischen und muslimischen Gemeinde gibt es auch noch eine Gruppe der Freien Christengemeinde, die ihre Gottesdienste im Haus des Predigers Franz Orasch und in der Kapelle des Landeskrankenhauses abhält. Ein tibetisch-buddhistisches Kloster befindet sich direkt an der Ortsgrenze, allerdings großteils schon auf dem Gemeindegebiet von Frastanz.
Der Grenzübergang in Tisis spielte im März 1938 als eine der letzten Fluchtmöglichkeiten nach Liechtenstein und in die Schweiz eine wichtige Rolle. Hilde Meisel wurde hier 1945 erschossen.